# Gerda Havertong
Gerda Alexandra Havertong (Paramaribo, Suriname, 23 oktober 1946) is een Nederlandse actrice, zangeres, verhalenvertelster en presentatrice van Surinaamse afkomst. Bij het grote publiek is zij bekend vanwege haar rol in de televisieserie Sesamstraat.

## Biografie

### Nederlands Suriname
Thuis en bij de Evangelische Broedergemeente Suriname, waar haar ouders lid van waren, werd veel gezongen. Bij het begin van de eerste klas van de lagere school met huilende kinderen werd haar gevraagd te zingen. Zij zong het lied van Onder de brug van Anke Franke. Als achtjarige zong ze hetzelfde liedje bij de AVROS (Algemene Vereniging Radio Omroep Suriname) in het kinderprogramma Kom maar naar voren (radioprogramma voor kinderen van 5 tot en met 9 jaar) van 'oom Adriaan' Thurnim. Later zong ze in het radioprogramma voor kinderen van 10 jaar en ouder Wij zijn er ook het Engelse lied Dove and Pigeon. Ze volgde de ulo, de kweekschool en een opleiding tot kleuterleidster.

### Nederland (1966-1975)
In 1966 kwam Havertong naar Nederland en ging in Den Haag wonen, 'op stand', waar ze geregeld koningin Juliana, die naar de Bronovokapel ging, ontmoette. Zij behaalde op 13 november 1974 de zogenaamde 'Middelbare Akte Pedagogiek' met de afstudeerrichting van kleuterleidster: dit was een universitaire opleiding die als voorloper geldt van het hbo-bachelorprogramma aan de pabo. Havertong volgde deze opleiding aan het Nutsseminarium van de Universiteit van Amsterdam. Na de voltooiing hiervan werkte zij enige jaren als kleuteronderwijzeres in Amsterdam en zong daarnaast tevens in het Haagse bandje Tropical Soul. Ook speelde zij destijds al toneel bij enkele amateurgezelschappen.

### Suriname (1975-1979)
In 1975 keerde Havertong met haar man terug naar Suriname, dat in dat jaar onafhankelijk was geworden, omdat zij met een groepje vrienden wilden helpen het land op te bouwen en vrouwen vooruit wilden helpen. Havertong gaf les op de Pedagogische Academie. Ze zong en won de tweede prijs namens Suriname op het Carifesta te Jamaica in 1976. Ze werd dat jaar uitgeroepen tot Zangeres van het jaar in Suriname. In de film 'Kon hesi baka - Kom gauw terug' 1977 zong ze een lied in het Sranantongo. Zij sloot zich aan bij het Doe-theater van Henk Tjon en Thea Doelwijt, dat tweemaal per week speelde in het theater Thalia in Paramaribo.

### Nederland (vanaf 1979)
In 1979 keerde ze terug in Nederland. Vanaf dat moment veranderde zij van gelegenheidsartiest in een professioneel artiest. Ze trad vanaf 1982 op met Poëzie Hardop met voordracht van gedichten en zang, te beginnen met Powema di rutu-gezangen van oorsprong en toekomst. Ze werkte ook met deze groep voor kinderen en presenteerde voorstellingen voor hen. Ze had een gastrol in 1984 in de televisieserie Zoals u wenst mevrouw van André Hazes. Ze zong in Gerda en de Harto's' band in Den Haag tijdens 'Coloured Holland Plein'84'. In juni 1985 presenteerde ze de Culturele Surinaamse Vrouwenmanifestatie rondom Sophie Redmond, die werd georganiseerd door de Stichting Surinaamse Vrouwen Bijlmermeer (SVB) en gaf daar een Onewomanshow. Sinds 1985 speelt zij mee in Sesamstraat, waar haar rol zich langzaamaan ontwikkeld heeft van de jonge vrouw 'Gerda' tot peettante 'Peetje'.
In 1987 zat ze in een panel bij het televisieprogramma Dinges o.l.v. Martine Bijl. In dat jaar zong ze ook in het televisieprogramma Jansen & Co van Leoni Jansen. Bij Tros Triviant van Astrid Joosten vormde ze een koppel met Catherine Keyl in 1988. In 1988-1989 acteerde ze in Het Klokhuis en zong de intro ervan in. Havertong houdt zich onder andere bezig met korte eenakters, poëzie en vertellingen voor kinderen en de voordracht van gedichten uit derde-wereldliteratuur in combinatie met muziek. Ze gaf haar medewerking aan twee hoorspelen in 1985 en 1991. Ze had (gast)rollen in de volgende films en televisie-uitvoeringen Mensen zoals jij en ik (1985), Vroeger is dood (1987), De Johnsons (1992), Baantjer (1999), Polleke (2003), Van Speijk (2006), De co-assistent (2010) en Mees Kees op de planken (2014). Ze nam deel aan het panel van Zo vader, zo zoon met als presentator Gerard van den Berg in 1989-1991.
In december 1985 speelde ze de hoofdrol in Hecabe, een tragedie zonder helden naar Euripides tijdens het Stagedoor festival in Amsterdam door De Balie en de Populier. Ze werkte mee aan de voorstelling De tranen van Den Uyl naar Hugo Pos over de fictieve ontmoeting tussen de Nederlandse journalist Han de Graaf en de Surinaamse journalist Jozef Slagveer, in 1982 een van de slachtoffers van de Decembermoorden. Onder regie van Peter de Baan en met mede-acteurs Joop van Tijn, Pim de la Parra, Wilfred Lionarons, e.a. in de Balie op 8 december 1988. Aan de Waku Waku-quiz met als presentator Rob Fruithof nam ze deel van 1989 tot en met 1994. In de korte film Hartzeer met scenario en regie van Jan van den Berg was ze te zien met Viola van Emmenes, Ischa Meijer, Janine Veeren, Arend Jan Heerma van Voss en Fred Florusse, die op de televisie door de RVU driemaal in drie maanden in 1990 werd uitgezonden. Ze was de eerste zwarte Medeia naar Euripides in Nederland in 1990 bij Theater van het Oosten in het Theater aan de Rijn te Arnhem. Ook een bijzondere rol had ze in het toneelstuk Antigone van Bertolt Brechts bewerking van Sophokles, namelijk de mannelijke rol van Kreon bij De Nieuw Amsterdam in 1992. Ze zong in het kwartet 'Ladies Voices' met Karin Bloemen, Mathilde Santing en Alexandra van Marken in 1993 te Rotterdam. In 1994 verzorgde ze stem van het personage Sarabi in de animatiefilm De Leeuwekoning.
In september 1995 kreeg ze een ernstig auto-ongeluk, waarna een langdurige revalidatie volgde. Over deze periode schreef ze samen met Anna Bridié het boek Frontaal.
Ten slotte trad ze weer op, nu als verteller bij familieconcerten klassieke muziek:
- Ze was verteller bij het Orkest van het Oosten gedirigeerd door Jaap van Zweden met Midzomernachtsdroom van Shakespeare op muziek van Mendelssohn in december 1999.
- In februari 2000 bij het Orkest van het Oosten met als dirigent Jaap van Zweden als verteller bij Bach, Hummel en Telemann ('Alster Ouverture').
- Bij het Limburgs Symfonie Orkest gedirigeerd door Ed Spanjaard als verteller bij Thomas, Saint-Saëns, Stravinsky en Poulenc in januari 2003.
- Bij het Rotterdams Philharmonisch Orkest met als dirigente Gisèle Ben-dor als verteller van De straatmuzikant van Astor Piazzolla in maart 2007.[27]
- Als verteller van Tijl Uilenspiegel van Richard Strauss bij Het Gelders Orkest gedirigeerd door Ivan Meylemans in september 2010.[28]
- Als verteller bij The Passion in Deventer maart 2016.[29]

Voor één dag was ze directeur van het Kröller-Müller Museum, omdat er 7 oktober 2000 een kinderfestijn was en de tentoonstelling 'Wijd Open Ogen' begon, waar ze rondleidingen gaf langs o.a. de tekeningen van Archipenko, herrie-machines van Tinguely, en duikboten van Panamarenko.
Ze trad op in het toneelstuk van Manoushka Zeegelaar-Breeveld getiteld Kut! Een stuk gebaseerd op totaal uit hun verband gerukte interviews met mannen onder regie van Kees Hulst met Paulette Smit, Funda Müjde e.a. in 2000.
Ze speelde opnieuw mee in de voorstelling De tranen van Den Uyl nu naar een bewerking van John Leerdam van het toneelstuk van Hugo Pos. Het werd georganiseerd door de Stichting John Leerdam (SJL) op 4 december 2005 in Paradiso te Amsterdam ter gelegenheid van 30 jaar onafhankelijkheid van Suriname met meespelenden Wouter Bos, Wilson Boldewijn, Rudy Polanen, Prem Radhakishun, Kenneth Herdigein e.v.a.
Als bijdrage aan de collecte voor de Overstromingen in Suriname in mei 2006 schreef Ronald Snijders het lied Flood in Suriname, dat op cd werd uitgebracht door Ronald Snijders and Stars for Suriname. Er werd gezongen door Denise Jannah, Gerda Havertong, Jörgen Raymann, Oscar Harris, Tasha's World, Humphrey Campbell en Max Nijman.
Bij de viering van het vijftigjarig bestaan van de Nationale Boomfeestdag op 21 maart 2007 met het thema Bomen en Muziek, in aanwezigheid van koningin Beatrix, werd in de Theater Fabriek Amsterdam, de musical Smet en Smeer en het geheim van de Boomfeestdag uitgevoerd. Het werd geproduceerd en uitgevoerd door het Nationaal Jeugd Musical Theater (NJMT) met Gerda Havertong in de rol van Moeder Aarde, Jamai Loman als de boze tovenaar Derliktus en Dioni Jurado als Smet, het hulpje van de tovenaar.

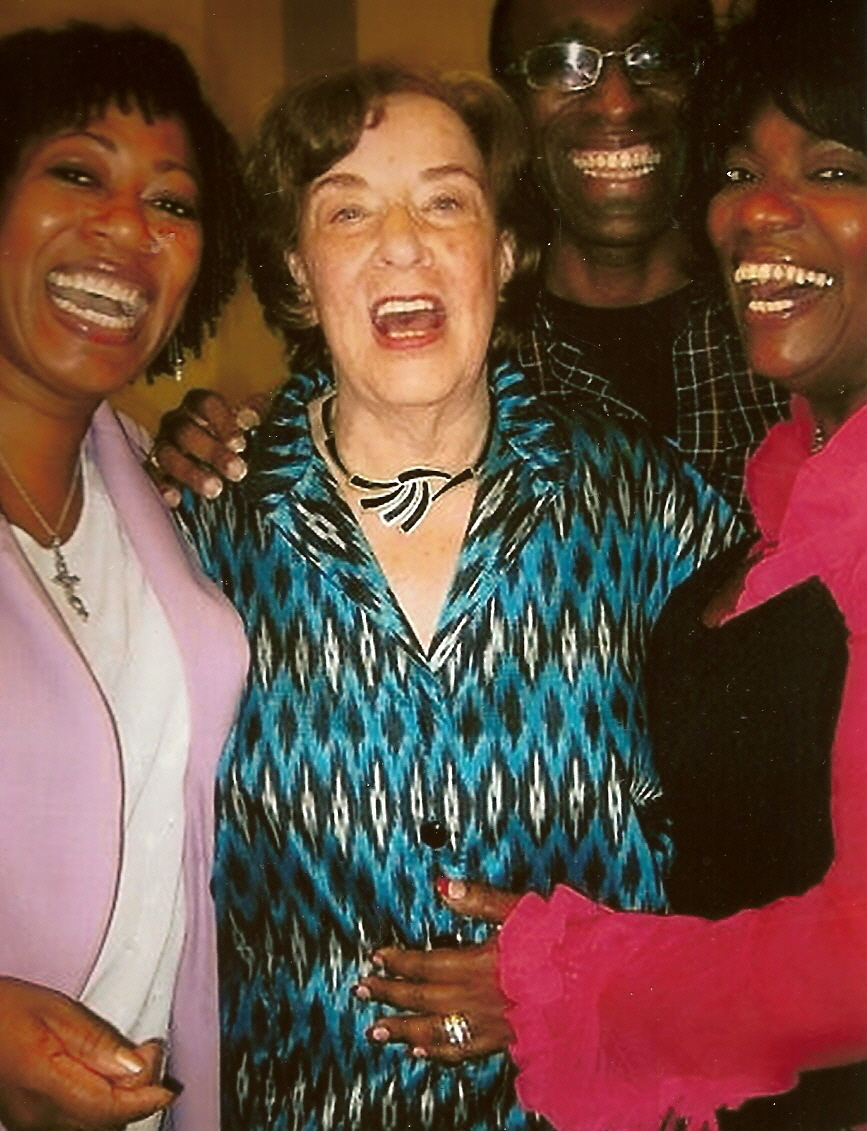
Gerda Havertong (geheel rechts), met v.l.n.r. jazz-zangeres Denise Jannah, historica Silvia de Groot en fluitist Ronald Snijders in Juli 2008

Bij Amandla! Fragmenten van strijd, een muzikale theaterreading, was ze te zien in december 2008 met Yoeri Albrecht, Khadija Arib, Roger van Boxtel, Sharon Dijksma, Laetitia Griffith, Femke Halsema, Roger Goudsmit, Raymi Sambo, Elvira Sweet, Ed van Thijn, Ella Vogelaar, Klaas de Vries e.v.a. georganiseerd en geschreven door de Stichting Julius Leeft (SJL).
In september 2009 trad ze op in de musical van Lieve Hugo, A poku tori onder regie van Mike Ho Sam Sooi, waar ze de moeder van Lieve Hugo speelde.
Op 27 oktober 2009 won zij de finale van De Grote Bijbelquiz. Zij vertegenwoordigde Oost-Nederland en wist de winnaar van het jaar ervoor, MAX-voorzitter Jan Slagter, na achterstand te verslaan. Havertong hierover: "Het was toen al zo dat de laatsten de eersten zullen zijn".
Op 6 december 2009 nam ze deel aan de voorstelling in Koninklijk Theater Carré in Amsterdam onder de titel CLAUS!, naar het idee en onder regie van John Leerdam van Stichting Julius Leeft! Het was een lezing met muziek van Harto Soemodihardjo en teksten van Paulette Smit, Pieter Hilhorst, Yoeri Albrecht, Manoushka Zeegelaar-Breeveld en Guus Pengel, waarin een keur van artiesten (Thom Hoffman, Jörgen Raymann), politici (Job Cohen, Roger van Boxtel, Bert Koenders) en andere Nederlanders (Philip Freriks) de rol van Claus op zich namen.
In De Balie nam ze deel aan de voorstelling Hoe duur was de suiker? met de première in december 2011 door de Stichting Julius Leeft! samen met Noraly Beyer, Vastert van Aardenne, Job Cohen, Manoushka Zeegelaar-Breeveld, Kathleen Ferrier, Maartje van Weegen, Joop Daalmeijer, Denise Jannah, Jeffrey Spalburg e.v.a.
Havertong is sinds 2012 te zien in het televisieprogramma Ranking the Stars dat gepresenteerd wordt door Paul de Leeuw. Ze was eveneens in bijbehorende oudejaarsaflevering te zien die in 2019 werd uitgezonden als onderdeel van het programma Paul pakt uit!. Ook in de SJL-voorstelling Geniale anarchie naar het boek van Boeli van Leeuwen en liederen op gedichten van Pierre Lauffer was ze te horen en te zien met Sergio IJssel, Izaline Calister e.a. januari 2013 in Paradiso te Amsterdam.
In 2013 speelde ze mee in de telefilm Nooit te oud met onder anderen Aart Staartjes, Bram van der Vlugt en Kitty Courbois.
In februari 2015 trad ze op in de SJL-voorstelling Tikkop naar het boek van Adriaan van Dis met de schrijver zelf als acteur met Frits Barend, Maartje van Weegen, Noraly Beyer, Tutu Puoane e.v.a. in de Stadsschouwburg te Amsterdam. In december 2015 trad ze op in de muzikale theaterreading Juliana, moeder van het volk met Paulette Smit als Juliana, die gesprekken voert met machtige vrouwen zoals Eleanor Roosevelt (Jet Bussemaker), Indira Gandhi (Kathleen Ferrier) en de vrouw van de Surinaamse politicus Jopie Pengel (haar rol) georganiseerd door de Stichting Julius leeft! in de Amsterdamse Stadsschouwburg.
In 2017 speelde Havertong de rol van Astrid in de televisieserie Papadag.
In maart 2018 was Havertong te zien in het RTL 5-programma De slechtste chauffeur van Nederland VIPS.
Op 29 maart 2018 was zij te zien als snackbarhoudster in The Passion.
In 2022 speelde Gerda Havertong de rol van Granma in de film Eerlijk gestolen van Hesdy Lonwijk. In het najaar van 2024 was Havertong te zien in de bioscoopfilm Opa Cor.

## Nevenactiviteiten
- Havertong is lid van het comité van aanbeveling van de Stichting Kunstwerken Leo Glans.
- Havertong is ambassadeur van SOS Kinderdorpen
- Havertong is ambassadeur van Goodwill[49][50]
- Havertong was Kinderfondsambassadeur van het Ronald McDonald Kinderfonds in de periode 2002 - 2009.[51]
- Havertong treedt al jaren jaarlijks op bij de Zwarte Cross. In 2009 won ze de Gouden Helm in de Prominentenklasse en noemde zich de Zwartste Crosser Ooit.[52] In 2016 hield ze in de Mega-tent een oecumenische kerkdienst.[53]

### Stichting Wiesje voor dementerenden in Suriname
Ter nagedachtenis aan haar moeder Wiesje, die leed aan dementie, heeft Havertong in 1999 de stichting Wiesje opgericht en is voorzitter van de Nederlandse afdeling. Doelstelling is deskundige opvang bieden aan dementerenden in Suriname. Een kenniscentrum over dementie werd in 2003 in Paramaribo geopend en in 2005 kwam er een dagcentrum voor begeleiding en verzorging. In 2015 is de eerste woonunit geopend voor 24-uurs-opvang 7 dagen per week.

## Zwarte Piet
Havertong nam in 1987 openlijk stelling tegen Zwarte Piet in het Zwartepietendebat door haar uitspraak in een uitzending van Sinterklaas in Sesamstraat: "Het is elk jaar weer hetzelfde liedje. Sinterklaas is nog niet eens in het land of zwarte mensen, grote mensen en kinderen, worden voor Zwarte Piet uitgescholden."

## Persoonlijk
Havertong woonde in Epse (Gelderland). Haar man kunstenaar Roelof Lenten, die daar een galerie had, overleed eind april 2021. Zij heeft een dochter.

## Prijzen
- 1976 Zilveren prijs Muziek op Carifesta in Jamaica met het lied Mamaisa.[60][61]
- 1976 Zangeres van het jaar in Suriname.
- 1987 E. du Perronprijs (samen met Noni Lichtveld) voor de instandhouding en verspreiding van het Anansi-verhaal[62][63][64]
- 2009 Gouden Helm in de Prominentenklasse van de Zwarte Cross te Lichtenvoorde.
- 2009 Winnaar van De Grote Bijbelquiz namens Oost-Nederland.
- 2014 Magda Janssens Hoedenspeld Deze doorgeef-toneelprijs kreeg ze van Nel Kars[65][66]
- 2016 De Gouden Vioolspeld ontving ze tijdens de Dr. Sophie Redmond Lezing. Deze onderscheiding wordt jaarlijks uitgereikt aan een vrouw die in de geest van Sophie Redmond vrouwen inspireert en gezien wordt als een rolmodel vanwege buitengewone prestaties op maatschappelijk en/of cultureel gebied. Gerda Havertong ontving deze prijs voor haar jarenlange inzet voor de Stichting Wiesje.[67][68]
- 2021 Black Achievement Oeuvre Award.[69]

## Publicaties
- Nansi Anansi voorgelezen door Gerda Havertong. Hilversum, RVU, 1986 (twee cassettes).[70]
- Carla de karnemelk-koe en een droom van een avontuur. Wassenaar, Menken Van Grieken, 1993. ill. Helen van Vliet.
- Anansi, verhalen uit het Caraïbische gebied, bewerkt door Noni Lichtveld, verteld door Gerda Havertong. Heemskerk, I.C., 1994 (cassette).
- Gerda Havertong en Anna Bridié, Frontaal. Amsterdam, Contact, 1997 ISBN 90-254-2462-7.
- De Bi-Ba-Billa met het WNF-Rangerkoor. Hoevelaken, SGO, 1998 (cd).[71]
- Er is er één jarig ... Hoevelaken, SGO, 2002 (cd).[72]
- Gerda Havertong en kinderkoor. Lekkere Liedjes. Zoetermeer, Nutricia Club, 2010 (cd).[73]
- Ik word oma. Amsterdam, Rap, 2010.[74]

### Medewerking aan publicaties
- Wie van ver komt, kan veel verhalen. Sprookjes, mythen en legenden verteld door vluchtelingen. Amsterdam, Vluchtelingenwerk, 1990.(Sprookjes, mythen en legenden, aangevuld met interviews met de vertellende asielzoekers. M.m.v. Gerda Havertong.)[75]
- De godsdienst van mijn jeugd. red. Huub Oosterhuis. Baarn, Ten Have, 1990. (Herinneringen van 27 Bekende Nederlanders.)[76]
- Contrapunten. Mythen in kunst van vrouwen. Een impressie. Red. Henna Goudzand en Fré Meijer. Amsterdam, Furie, 1991.[77]
- Vrouwentroost. Amsterdam, Nijgh & van Ditmar, 1994. (Twintig bekende Nederlandse en Vlaamse vrouwen vertellen aan de hand van een gedicht of prozafragment waarom dit hen troost biedt.)[78]
- FeestVerhalen. red. Jos van Hest/Saskia van der Valk. Haarlem, Gottmer, 1996.[79][80]
- Buitenspiegels. Verhalen over Nederland. red. Kader Abdolah. Amsterdam, Van Gennep, 1998.(Twaalf in Nederland wonende schrijvers, afkomstig uit elf verschillende landen, geven in deze verhalenbundel hun visie op Nederland. Met onder anderen Gerda Havertong.)[81]
- Frans Tervoort, Gast en geloof. Amsterdam, Anthos, 2000.(Interviews met bekende Nederlanders over hun geloof.)[82]
- Willem Wilmink, Willem Wilmink. Zijn mooiste liedjes. Hilversum, Fonos, 2001. (cd).[83]
- Anansi, Surinaamse volksverhalen met voorwoord Gerda Havertong. Havelte, Binkey Kok Publications, 2006.[84]
- Ronald Snijders and Stars for Suriname, Flood in Suriname, 2006.(cd)[85]
- Beestenboot Schelluinen, Moefie klub, 2007. (dvd, met liedjes door Nederlandse zangers bij deze Franse animatiefilm: Jan Decleir, Thekla Reuten, Kitty Courbois en Gerda Havertong)[86]
- Eveline van de Putte, Fosten tori, Levensverhalen van ouderen in Suriname met voorwoord Gerda Havertong. Den Haag, Uitgeverij Appelmoes, 2008.[87][88]
- Catherine Keyl, Catherine & Friends. Over eten & emotie. Houten, Terra, 2008. (Interviews met 19 personen over de (emotionele) betekenis van eten met hun favoriete recept.)[89]
- Arjan de Boer, Harm Peter Smilde en Frank Willemsen. De onvergetelijke leraar. Amsterdam, SWP, 2008.[90]
- Annemarie van der Meer, Ongekend verlies. Wat als je zwangerschap misloopt? Amsterdam, Sirene, 2008. (Boek met interviews met onder anderen Gerda Havertong.)[91]
- Suriname en ik. Persoonlijke verhalen van bekende Surinamers over hun vaderland. Red. John Leerdam en Noraly Beyer. Amsterdam, Meulenhoff, 2010. (Met onder andere het verhaal van Gerda Havertong.)[92]
- Taal maakt gezonder. Wachtkamerboek. Den Haag, Stichting Lezen & schrijven, 2011.[93][94]
- Henry Muldrow, Dromen van Dieren ABC. Amsterdam, Stichting Culturele Droomwevers, 2011. (dvd)[95]
- Hilde Tromp, Dit wil ik je graag zeggen. Wijze woorden voor jongeren Franeker, van Wijnen, 2012. (Bundeling van twaalf gesprekken met bekende en minder bekende christenen.)[96]
- Frank Ong-Alok. Bloemies. Haarlem, In de Knipscheer, 2013. ill. Fleur Tolman. (Boek en cd met kinderliedjes en kinderverhalen, ten gehore gebracht door onder anderen Gerda Havertong, Hakim en het kinderkoor Eigenwijsjes.)[97]
- Raúl Neijhorst, Suriname beken(d)t. 75 onthullende portretten van Surinaamse sterren., 2015.[98]
- Pieter Webeling, Frénk van der Linden, Philip Scheltens. Het mooiste woord is herinnering. Amsterdam, VUmc Alzheimercentrum, 2016, ISBN 9789082547306. (Gesprekken met 13 bekende Nederlanders die allen de ziekte van Alzheimer van dichtbij hebben leren kennen.)[99]

## Trivia
- Michaël Slory publiceerde een gedicht met de titel Gerda Havertong? in zijn dichtbundel Torent een man hoog met zijn poëzie uit 2012.[100]